# Sound of Silver
Sound of Silver es el segundo álbum de estudio de la banda de rock estadounidense LCD Soundsystem. El álbum fue lanzado en el Reino Unido el 12 de marzo de 2007 bajo Capitol Records y en Estados Unidos el 20 de marzo de 2007 bajo DFA Records. Sound of Silver fue producido por DFA y grabado durante 2006 en Long View Farm en North Brookfield, Massachusetts y DFA Studios en Nueva York, Nueva York.
Tras su lanzamiento, Sound of Silver recibió la aclamación de los críticos musicales, y más tarde fue nominado para el Premio Grammy al mejor álbum de dance/electrónica en los Premios Grammy de 2008. Entre la crítica, el disco fue nombrado el segundo mejor del año por Pitchfork, el séptimo mejor del año por Rolling Stone,y el undécimo mejor del año por NME.

## Lista de canciones
Todas las canciones escritas y compuestas por James Murphy, salvo que se indique lo contrario. 
| N.º | Título                                             | Escritor(es)              | Duración |  |
| 1.  | «Get Innocuous!»                                   | Murphy, Tyler Pope        | 7:11     |  |
| 2.  | «Time to Get Away»                                 | Murphy, Pat Mahoney, Pope | 4:11     |  |
| 3.  | «North American Scum»                              |                           | 5:25     |  |
| 4.  | «Someone Great»                                    |                           | 6:25     |  |
| 5.  | «All My Friends»                                   | Murphy, Mahoney, Pope     | 7:37     |  |
| 6.  | «Us v Them»                                        | Murphy, Mahoney, Pope     | 8:29     |  |
| 7.  | «Watch the Tapes»                                  |                           | 3:55     |  |
| 8.  | «Sound of Silver»                                  |                           | 7:07     |  |
| 9.  | «New York, I Love You but You're Bringing Me Down» | Murphy, Mahoney, Pope     | 5:35     |  |

## Personal
Créditos adaptados de AllMusic.
LCD Soundsystem
- James Murphy – bajo, Casio, aplausos, clavinet, batería, glockenspiel, guitarra, mezcla, órgano, percusión y percusión electrónica, piano, programación, sintetizador, voz
- Pat Mahoney – batería, percusión, voz (7), aplausos
- Tyler Pope – bajo, guitarra, aplausos
- Nancy Whang – voz (1, 3, 6)

Personal adicional
- Eric Broucek – aplausos (3), voz (6)
- Marcus Lambkin – aplausos (3)
- Justin Chearno – guitarra (9)
- David Gold – viola (1, 9)
- Amy Kimball – violín (1, 9)
- Lorenza Ponce – violín (1, 9)
- Jane Scarpantoni – violonchelo (1, 9)
- Morgan Wiley – piano (9)
- Daniel Morrison – asistente de mezcla
- Ian Neil – ingeniero de audio
- Geoff Pesche – masterización
- Jimmy Robertson – asistente de mezcla
- Dave Sardy – mezcla
- Matthew Thornley – ingeniero de audio
- Mike Vadino – dirección de arte, fotografía
- Keith Wood – administración

## Posicionamiento en listas
A partir de enero de 2016, el álbum ha vendido aproximadamente 225,000 copias en Estados Unidos, según Nielsen SoundScan. Alrededor de 123,000 de ellos son copias físicas, y aproximadamente 101,000 de ellos son copias digitales.
| Listas (2007)                            | Mejor posición |
| ---------------------------------------- | -------------- |
| Bélgica (Ultratop Flandes)               | 26             |
| Bélgica (Ultratop Valonia)               | 74             |
| Países Bajos (Album Top 100)             | 40             |
| Francia (SNEP)                           | 89             |
| Alemania (Media Control Charts)          | 80             |
| Italia (FIMI)                            | 45             |
| Nueva Zelanda (Recorded Music NZ)        | 39             |
| Portugal (AFP)                           | 19             |
| Suecia (Sverigetopplistan)               | 60             |
| Reino Unido (UK Albums Chart)            | 28             |
| Estados Unidos (Billboard 200)           | 46             |
| Estados Unidos (Dance/Electronic Albums) | 1              |